# Willi Herrmann (Widerstandskämpfer)

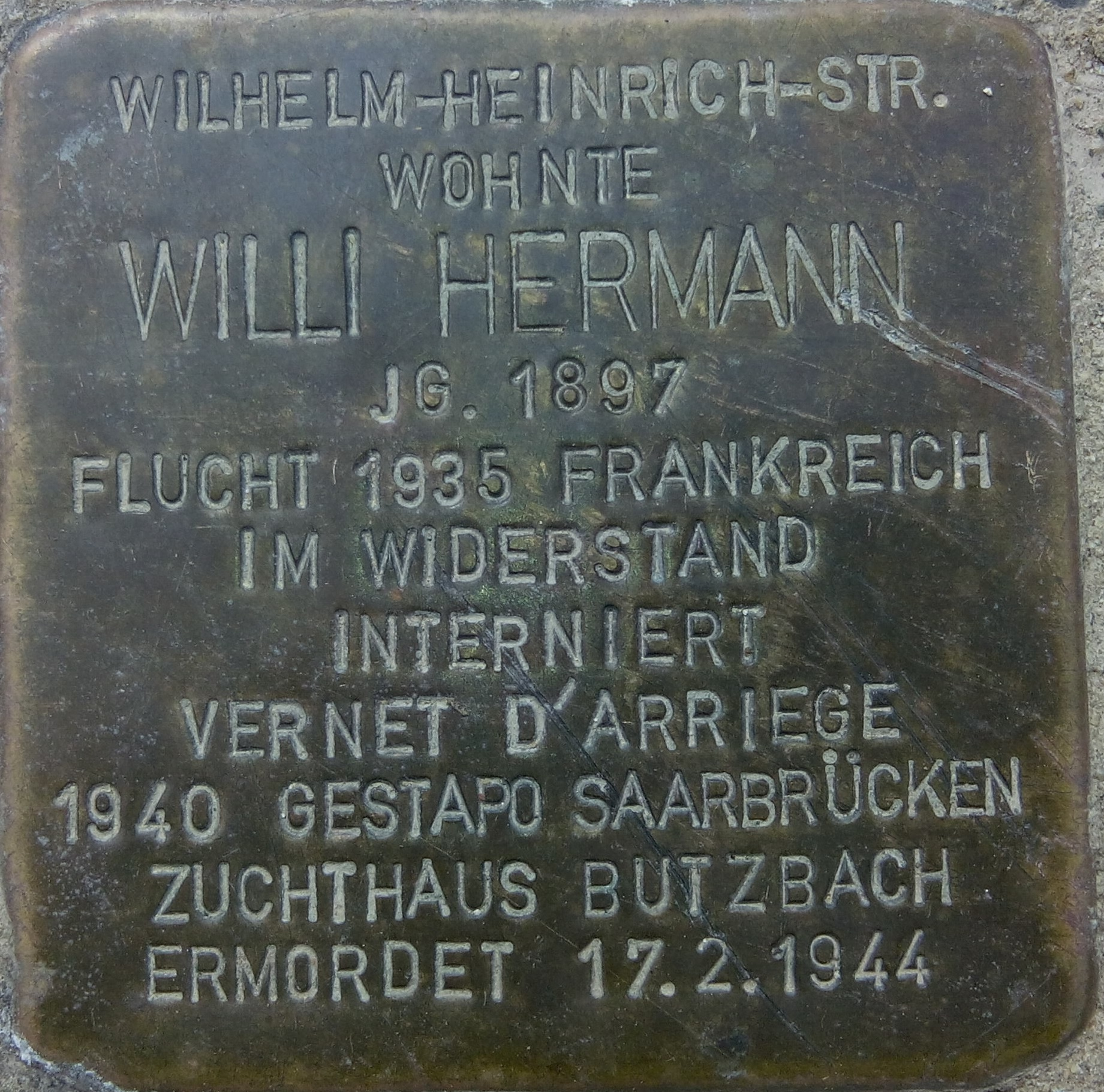
Stolperstein von Willi Herrmann

Willi Herrmann (* 17. November 1897 in Wiebelskirchen; † 17. Februar 1944 im Zuchthaus Butzbach) war ein deutscher Widerstandskämpfer gegen den Nationalsozialismus.

## Leben
Willi Herrmann lernte nach der Volksschule von 1912 bis 1915 Schlosser beim Neunkircher Eisenwerk. Bis 1918 arbeitete er dort, dann wechselte er mehrfach die Stellen, bis er im Mai 1931 entlassen wurde. Ab 1917 war er in der Gewerkschaft tätig. 1927 wurde er Mitglied der Roten Hilfe. 1928 wurde er Vorsitzender des „Proletarischen Sport- und Kulturkartells“. Ebenfalls Vorsitzender war er von 1930 bis 1932 bei den Naturfreunden. 1930 trat er der KPD bei. Dort wurde er politischer Leiter (Vorsitzender) in Wiebelskirchen und später auch in Neunkirchen. In der Einheitsfront war er Vorsitzender in Ottweiler und St. Wendel. Als KPD-Funktionär musste er 1935 nach Bekanntgabe des Abstimmungsergebnisses emigrieren.
Willi Hermann ging nach Frankreich, wo er als illegaler Bezirksleiter der KPD Saar den Widerstand für das gesamte Saarland organisierte. Als Delegierter reiste er im Oktober 1935 zur Brüsseler Konferenz der KPD. Von 1935 bis 1937 war er anschließend in Moskau an der Internationalen Leninschule und wurde dann als Mitarbeiter des Zentralkomitees eingesetzt, zunächst in Paris, dann im Département Meurthe-et-Moselle. 1939 wurde er in Frankreich interniert und kam am 30. Mai 1942 in die Schutzhaft der Gestapo. Am 21. November 1942 wurde er zu 14 Jahren Zuchthaus verurteilt. Er verstarb am 17. Februar 1944 unter ungeklärten Umständen im Zuchthaus Butzbach.
Willi Herrmann war seit 1923 verheiratet mit Luise Herrmann-Ries, die ebenfalls in der KPD aktiv war. Aus der Ehe ging eine Tochter hervor.